# Eenmansfractie
Een eenmansfractie is een fractie in de Tweede Kamer of een ander vertegenwoordigend orgaan bestaande uit één persoon. Eenmansfracties ontstaan doordat één persoon van een bepaalde partij verkozen wordt, of door afsplitsing van een bestaande fractie.

## Voorbeelden

### Nederland

#### Tweede Kamer

##### Verkozen
- De Tweede Kamerverkiezingen van 1918 leverde acht eenmansfracties op.
- RSP/RSAP, Henk Sneevliet (1933-1937)
- KNP, Charles Welter (1948-1952)
- GPV, Piet Jongeling (1963-1971), Bart Verbrugh (1977-1981), Gert Schutte (1981-1989)
- Boerenpartij, Hendrik Koekoek (1971-1972, 1977-1981)
- RKPN, Klaas Beuker (1972-1977)
- DS'70, Willem Drees jr. (1977), Ruud Nijhof (1977-1981)
- PSP, Bram van der Lek (1977-1978), Fred van der Spek (1978-1981), Andrée van Es (1986-1989)
- EVP, Cathy Ubels (1982-1986)
- Centrumpartij, Hans Janmaat (1982-1984), ging verder onder de naam Groep-Janmaat
- RPF, Meindert Leerling (1986-1994)
- Centrumdemocraten, Hans Janmaat (1989-1994)
- Unie 55+, Bertus Leerkes (1994-1998)
- 50PLUS, Liane den Haan (31 maart-6 mei 2021)
- BoerBurgerBeweging, Caroline van der Plas (2021-2023)
- BIJ1, Sylvana Simons (2021-2023)
- JA21, Joost Eerdmans (2023-heden)

##### Afsplitsingen
- Groep Voogd, afsplitsing van de Boerenpartij (1966-1967)
- Groep Kronenburg, afsplitsing van de Groep Harmsen, die op zijn beurt een afsplitsing was van de Boerenpartij (1968-1971)
- Groep Verlaan, afsplitsing van de Boerenpartij (1971-1972)
- Groep De Jong, afsplitsing van de NMP (1971-1972)
- Groep Huijsen, afsplitsing van de CHU (1976-1977)
- Groep Nooteboom, Govert Nooteboom, afsplitsing van D66 (1976-1977)
- Groep Janmaat, geroyeerd uit de Centrumpartij (1984-1986), ging verder onder de naam Centrumdemocraten
- Groep Wagenaar, afsplitsing van de RPF (1985-1986)
- Groep Van der Spek, afsplitsing van de PSP (1986)
- Groep Ockels, afsplitsing van de PvdA (1993-1994)
- Groep Hendriks, afsplitsing van AOV (1994-1998)
- Groep Verkerk, afsplitsing  van AOV (1998)
- Groep Wijnschenk, afsplitsing van de LPF (2002-2003)
- Groep Lazrak, afsplitsing van de SP (2004-2006)
- Groep Wilders, afsplitsing van de VVD (2004-2006)
- Groep Nawijn, afsplitsing van de LPF (2005-2006)
- Groep Van Oudenallen, afsplitsing van de LPF (2006)
- Groep Van As, afsplitsing van de Groep Nawijn, eerder afgesplitst van de LPF (11 sept. 2006 - 12 sept. 2006)
- Lid-Verdonk, afsplitsing van de VVD, eerder een vrijgemaakte fractie binnen de VVD (2007 - 2010)
- Lid-Brinkman, afsplitsing van de PVV (2012)
- Lid-Van Bemmel, afsplitsing van de PVV (2012)
- Lid-Bontes, afsplitsing van de PVV (2013-2017)
- Lid-Van Vliet, afsplitsing van de PVV (2014-2016)
- Lid-Van Klaveren, afsplitsing van de PVV (2014)
- Lid-Klein, afsplitsing van 50PLUS (2014)
- Lid-Houwers, afsplitsing van de VVD (2015-2017)
- Lid-Monasch, afsplitsing van de PvdA (2016-2017)
- Lid Van Kooten-Arissen, afsplitsing van de PvdD (2019)
- Lid Van Haga, afsplitsing van de VVD (2019-2020)
- Lid Van Kooten-Arissen, afsplitsing van Groep Krol/Van Kooten-Arissen (2020-2021)
- Lid-Krol, afsplitsing van Groep Krol/Van Kooten-Arissen (2020-2021)
- Fractie Den Haan, afsplitsing van 50PLUS (2021-2023)
- Lid Omtzigt, afsplitsing van het CDA (2021-2023)
- Lid Gündoğan, afsplitsing van het Volt (maart 2022-2023)
- Lid Ephraim, afsplitsing van Groep Van Haga (2023)

##### Resterende eenmansfractie door afsplitsingen
- NMP, Albertus Wilhelmus te Pas (1971-1972), oorspronkelijk 2 zetels
- RPF, Meindert Leerling (1985-1986), oorspronkelijk 2 zetels
- AOV, Cees van Wingerden (1998), oorspronkelijk 6 zetels
- 50PLUS, Martine Baay-Timmerman (2014-2017), oorspronkelijk 2 zetels

##### Splitsing in twee eenmansfracties
- 50Plus/Klein en 50Plus/Baay-Timmerman (2014)

#### Eerste Kamer

##### Verkozen
- LSP (1922-1923)
- Boerenpartij: Simon van Marion (1974-1976), Bertus Maris (1976-1978)
- PPR: Jacques Tonnaer (1966-1969), Bas de Gaay Fortman (1981-1987)
- CPN: Annie van Ommeren-Averink (1963-1969), Kees IJmkers (1969-1971, 1980-1983), Fenna Bolding (1987-1990)
- PSP: Joop Vogt (1977-1980,1987-1991)
- GPV: Jan van der Jagt (1977-1981,1983-1991), Kars Veling (1991-1995)
- RPF: Egbert Schuurman (1983-1995)
- SP: Jan de Wit (1995-1999)
- LPF: Rob Hessing (2003-2007)
- Onafhankelijke Senaatsfractie: Marten Bierman (1995-1999, 1999-2003), Henk ten Hoeve (2003-2011 en 2015-heden), Kees de Lange (2011-2015)
- SGP: Cornelis Smits (1956-1959), Cor van Dis sr. (1971-1973), Koert Meuleman (1973-1981), Driekus Barendregt (1987-1991), Gerrit Holdijk (2011-2015)
- 50Plus: Jan Nagel (2011-2015)
- Partij voor de Dieren: Niko Koffeman (2007-2015)
- Onafhankelijke SenaatsFractie: Henk ten Hoeve (2015-2019), Gerben Gerbrandy (2019-2021), Ton Raven (2021-heden)

##### Afsplitsing
- Fractie Yildirim, afgesplitst van Socialistische Partij (2007-2011)
- Fractie-De Lange, afgesplitst van Onafhankelijke Senaatsfractie (2015)
- Fractie-Duthler, afgesplitst van Volkspartij voor Vrijheid en Democratie (2019)
- Fractie-Otten, afgesplitst van FVD (2019)